# Язвица
Язвица — деревня в Рамешковском районе Тверской области.

## География
Находится в восточной части Тверской области на расстоянии приблизительно 15 км на юг-юго-запад по прямой от районного центра поселка Рамешки.

## История
Известна с 1859 года как помещичья карельская деревня с 15 дворами, принадлежавшая Н. В. Зиновьеву, генерал-адъютанту. В 1887 — 24 двора, в 1931 — 31 хозяйство, в 2001 — 16 домов местных жителей и 13 — собственность наследников и дачников. В советское время работали колхозы «За социализм», «Заветы Ильича» и совхоз «Тучевский». До 2021 входила в сельское поселение Никольское Рамешковского района до их упразднения.

## Население
Численность населения: 98 человек (1859 год), 118 (1887), 150 (1936), 31 (1989), 17 (карелы 100 %) в 2002 году, 17 в 2010.